# Partido Liberal Progresista (Costa Rica, 1889)
El Partido Liberal Progresista fue un partido político costarricense que participó en las elecciones presidenciales de 1889. Junto con el otro partido que participó en esos comicios, el Partido Constitucional Democrático (conservador), fue de los primeros partidos políticos de la historia de Costa Rica y los primeros en participar de una elección presidencial.
El partido fue fundado por los liberales de la Generación del Olimpo y postuló a Ascensión Esquivel Ibarra para la Presidencia de la República, siendo su candidatura presentada y apoyada por el períódico La República el 29 de mayo. La agrupación contaba con pleno apoyo del entonces presidente liberal Bernardo Soto Alfaro, pero perdió las elecciones ante José Joaquín Rodríguez Zeledón del Constitucional. Soto y varios miembros del Ejército consideraron el rechazar los resultados y entregar el poder a Esquivel, pero la Iglesia —que apoyaba a Rodríguez— llamó al pueblo a defender los resultados y ante el temor a una guerra civil Soto entregó el poder a Carlos Durán quien a su vez lo entregó debidamente a Rodríguez cuando finalizó el período. Tras las elecciones el partido se dividió en dos; el Partido Independiente Demócrata y el Partido del Pueblo. 
Un partido denominado como Partido Liberal postuló candidatos para las Elecciones a la Asamblea Nacional Constituyente de Costa Rica de 1948 no obteniendo asientos.